# Suore della Santa Croce e Passione di Nostro Signore Gesù Cristo
Le Suore della Santa Croce e Passione di Nostro Signore Gesù Cristo (in latino Congregatio Sororum SS. Crucis et Passionis D.N.I.C.) sono un istituto religioso femminile di diritto pontificio: i membri di questa congregazione pospongono al loro nome la sigla C.P.

## Storia

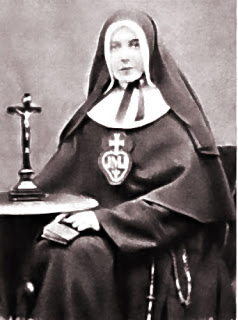
Elizabeth Prout, fondatrice della congregazione

La congregazione venne fondata il 25 marzo del 1851 presso la parrocchia di St. Chad, nella periferia operaia di Manchester, da Elizabeth Prout (1820-1864): con l'aiuto del sacerdote italiano Gaudenzio Rossi, religioso passionista, madre Prout volle creare un'istituzione finalizzata all'accoglienza e alla protezione delle operaie della città, in gran parte immigrate irlandesi. Il 21 novembre del 1854 ebbe luogo la prima professione religiosa.
Il nome originale della comunità fu "Suore della Sacra Famiglia", in quanto le religiose dovevano essere delle madri per le assistite, e assunse l'attuale titolo dopo l'affiliazione dell'istituto alla Congregazione della Passione (1864), quando le religiose ottennero il privilegio di portare l'emblema passionista (un cuore sormontato da una croce) ricamato sull'abito.
L'istituto venne approvato dalla Santa Sede ad experimentum per dieci anni il 2 luglio 1875 e poi, definitivamente, il 21 giugno del 1887.

## Attività e diffusione
L'apostolato delle Suore della Santa Croce e Passione si rivolge soprattutto alle donne povere ed emarginate.
Dalla Gran Bretagna, l'istituto si diffuse rapidamente in Argentina, Bosnia, Botswana, Cile, Irlanda, Giamaica, Perù, Papua Nuova Guinea, Regno Unito e Stati Uniti d'America: la sede generalizia è a Salford, in Inghilterra.
Al 31 dicembre 2005, la congregazione contava 273 religiose in 66 case.